# Charles Ortega

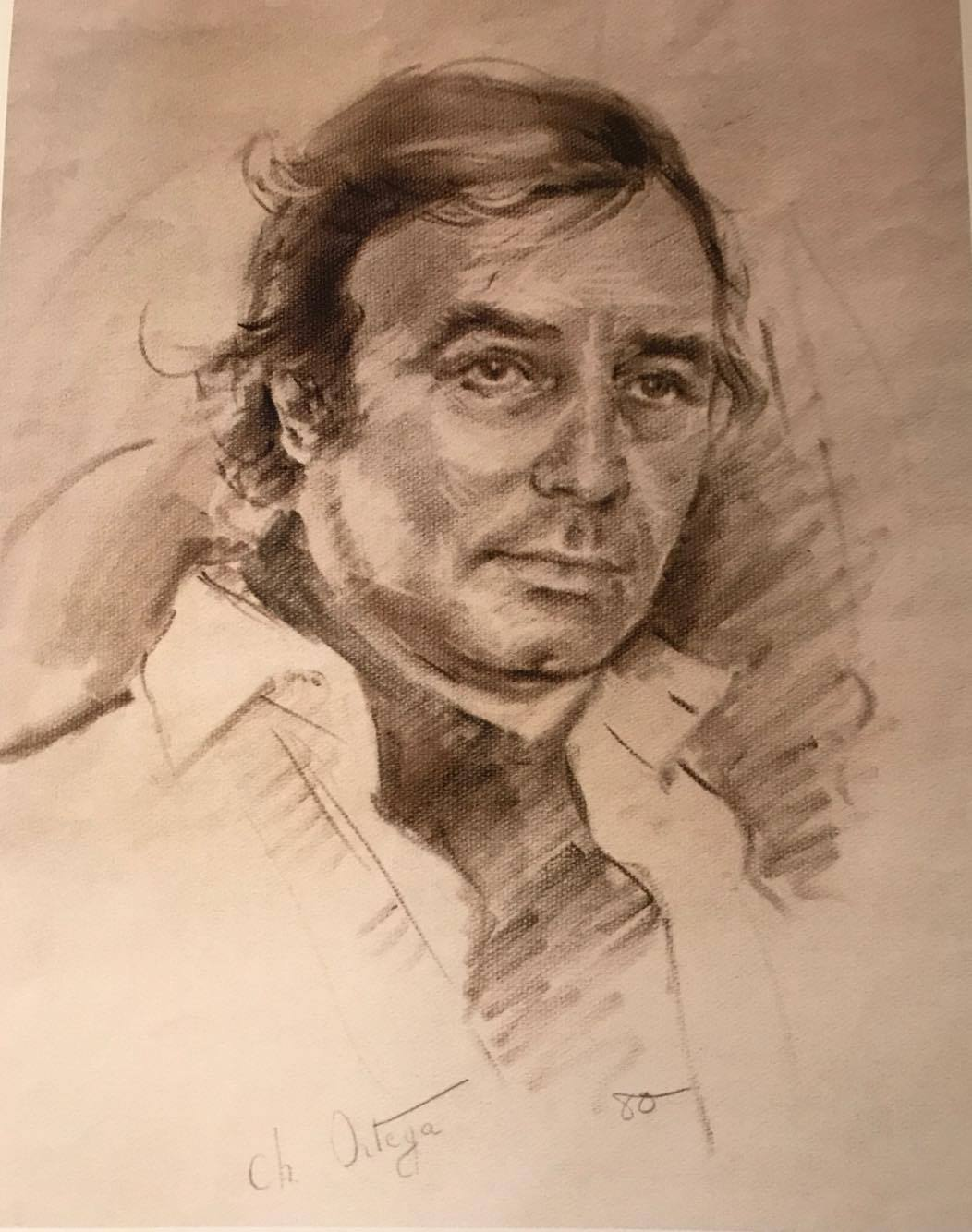
Charles Ortega

Charles Ortega (* 1. April 1925 in Oran, Algerien; † 13. Februar 2006 bei Cannes, Frankreich) war ein französischer Maler und Keramiker.
Charles Ortega, Sohn spanischer Einwanderer in Algerien, lernte nach dem Zweiten Weltkrieg Pablo Picasso kennen und wurde sein Schüler und blieb auch später mit ihm befreundet.
Ortega war darüber hinaus befreundet mit Anthony Quinn, Gérard Depardieu, Pierre Cardin, Alberto Sordi und anderen zeitgenössischen Intellektuellen und Künstlern. Unter seinen bekannten Arbeiten finden sich zahlreiche Porträts, beispielsweise von Brigitte Bardot, Charles de Gaulle, Anthony Quinn, Pierre Cardin und Jean Marais.